# Thale (film)
Thale är en norsk spänningsfilm från 2012 i regi av Aleksander Nordaas och med Silje Reinåmo i huvudrollen. Filmen gick upp på bio i Norge 17 februari 2012.

## Handling
Filmen handlar om en huldra som två män hittar instängd i en källare.

## Rollista
- Silje Reinåmo – Thale
- Erlend Nervold – Elvis
- Jon Sigve Skard – Leo
- Roland Åstrand – rösten
- Sigrid Kristensen Johansen – flicka i parken
- Linn Kristin Lien – mamman i parken
- Sunniva Lien – Thale som ung
- Magne Nordaas – vitklädd man / polis / lik
- Morten Andresen – vitklädd man
- Simen Nyland – vitklädd man
- Jostein Rørvik – vitklädd man
- Bendik Heggen Strønstad – vitklädd man
- Øyvind Sund – vitklädd man

## Produktion
Thale producerades med en låg budget, med Aleksander som både klippare, fotograf och scenograf utöver manus och regi. Flera av kulisserna byggdes i hans fars källare.

## Mottagande, festivaler och priser
Trailern till filmen fick stor internationell spridning över Internet och slog rekord som den mest sedda norska filmtrailern någonsin. Den tidigare rekordinnehavaren var Trolljägaren från 2010.
Thale blev utvald att avsluta Bergen Filmfest 9 februari 2012. Därmed fick filmen sin världspremiär i Bergen. Filmen drog 19 187 biobesökare i Norge. Film fick en större respons internationell än i Norge. Filmen har sålts till ca 50 land och inkluderades bland annat i Vanguard-programmet under Toronto International Film Festival. Senere vann filmen publikpriset under Fantasporto och Bästa Manus under International Film Awards Berlin.
Wired hyllade filmen efter sin internationella premiär under SXSW och Variety gav filmen ett positivt betyg. Empire kallade filmen "Mysig, enigmatisk och läskig" och Ain't It Cool News sa att den var "En riktigt unik och fantastisk film".

## Uppföljare
En uppföljare till filmen är i utveckling. Uppföljaren kommer produceras av Epic Pictures Group och Yesbox Productions, med Aleksander som manusförfattare och regissör.